# Asplenium flabellulatum
Asplenium flabellulatum är en svartbräkenväxtart som beskrevs av Kze. Asplenium flabellulatum ingår i släktet Asplenium och familjen Aspleniaceae. Inga underarter finns listade.